# Meli Delai
Meli Delai (...) è un ex calciatore figiano, di ruolo difensore.

## Carriera

### Nazionale
Ha debuttato in Nazionale il 10 luglio 2002, in Australia-Figi (8-0). Ha partecipato, con la Nazionale, alla Coppa d'Oceania 2002. Ha collezionato in totale, con la maglia della Nazionale, una presenza.

## Palmarès

### Club

#### Competizioni nazionali
- Campionato figiano di calcio: 6

Ba: 2002, 2003, 2004, 2005, 2006, 2008
- Campionato interdistrettuale figiano: 4

Ba: 2003, 2004, 2006, 2007
- Battle of Giants figiana: 3

Ba: 2006, 2007, 2008
- Coppa delle Figi: 4

Ba: 2004, 2005, 2006, 2007
- Champions vs. Champions figiana: 6

Ba: 2002, 2003, 2004, 2005, 2006, 2008